# Benwee Head
Benwee Head (iriska: An Bhinn Bhuí) är en udde i republiken Irland. Den ligger i grevskapet Maigh Eo och provinsen Connacht, i den nordvästra delen av landet, cirka 255 meter över havet.
Terrängen inåt land är varierad. Havet är nära Benwee Head åt nordväst. Trakten runt Benwee Head består i huvudsak av gräsmarker.